# 프레데리크 6세

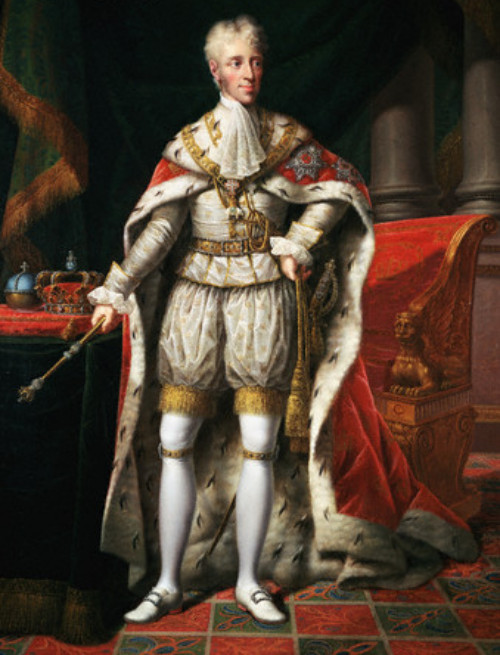
프레데리크 6세

프레데리크 6세(덴마크어: Frederik VI, 노르웨이어: Frederik VI, 1768년 1월 28일 ~ 1839년 12월 3일)는 덴마크의 국왕(재위: 1808년 3월 13일 ~ 1839년 12월 3일)이자 노르웨이의 국왕(재위: 1808년 3월 13일 ~ 1814년 5월 17일)이다.

## 생애
덴마크 코펜하겐에 위치한 크리스티안스보르 성(Christiansborg)에서 크리스티안 7세 국왕과 그의 아내인 그레이트브리튼의 캐롤라인 마틸다(Caroline Matilda)의 아들로 태어났다.
그의 아버지인 크리스티안 7세는 정신 질환에 시달리고 있었기 때문에 섭정이 국정을 대신했다. 1772년 1월 8일에는 자신의 삼촌이었던 프레데리크 세습왕자가 크리스티안 7세의 섭정으로 즉위했지만 프레데리크 세습왕자의 어머니인 브라운슈바이크볼펜뷔텔(Braunschweig-Wolfenbüttel)의 율리아나 마리아(Juliana Maria)가 실권을 행사했다.
1784년 4월 14일에는 프레데리크 세습왕자의 뒤를 이어 크리스티안 7세의 섭정으로 즉위했다. 1788년에는 농노제를 폐지했을 정도로 자유주의 성향의 개혁을 추진했다. 1790년에는 헤센카셀(Hessen-Kassel)의 마리 조피(Marie Sophie)와 결혼했으며 슬하에 8명의 자녀를 두었다. 1808년 3월 13일에 사망한 크리스티안 7세의 뒤를 이어 덴마크, 노르웨이의 국왕으로 즉위했다.
1809년에는 스웨덴의 왕위가 공석 상태에 있다는 정보를 입수했다. 1520년대에 칼마르 동맹으로부터 스웨덴의 독립을 달성한 구스타브 1세 바사의 후손이었던 그는 스웨덴의 국왕이 되기를 원했다. 그렇지만 슬레스비홀스텐쇤더보르아우구스텐보르(Slesvig-Holsten-Sønderborg-Augustenborg)의 칼 아우구스트(Karl August) 왕자가 스웨덴의 왕세자로 임명되면서 프레데리크 6세의 계획은 좌절되고 만다.
1814년 나폴레옹 전쟁에서 덴마크가 프랑스에 패배하면서 덴마크는 노르웨이를 상실했고 프레데리크 6세 또한 노르웨이의 왕위에서 물러나게 된다. 1839년 12월 3일 코펜하겐 아말리엔보르 성에서 사망했으며 그의 시신은 로스킬레 대성당에 안치되었다. 프레데리크 6세가 후사 없이 사망했기 때문에 그의 왕위는 프레데리크 6세의 사촌인 크리스티안 8세가 승계받았다.